# Tetanospasmin

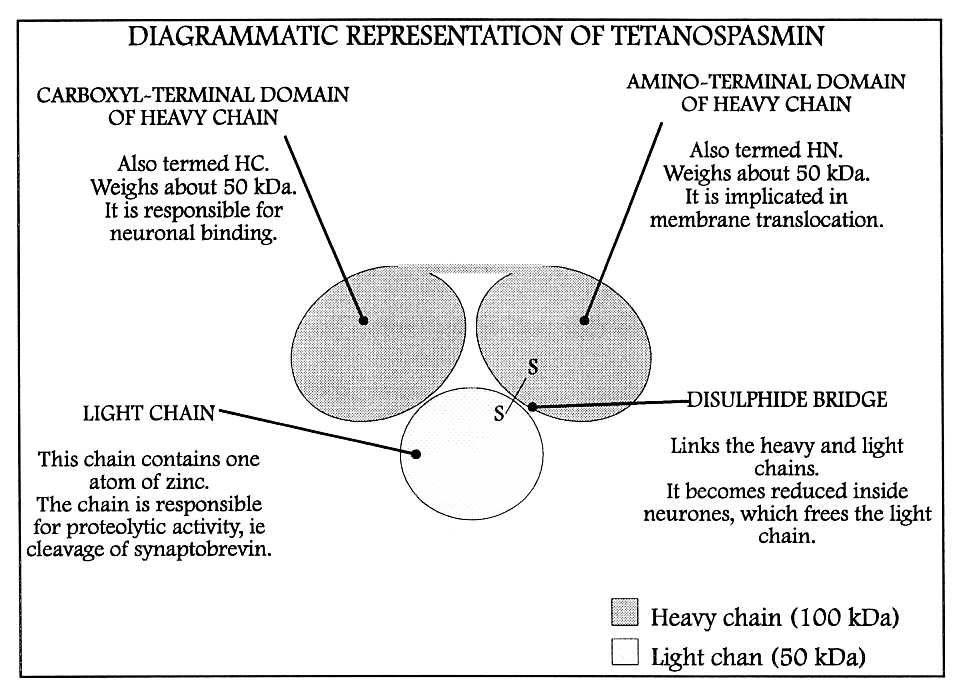
Struktura tetanospasminu

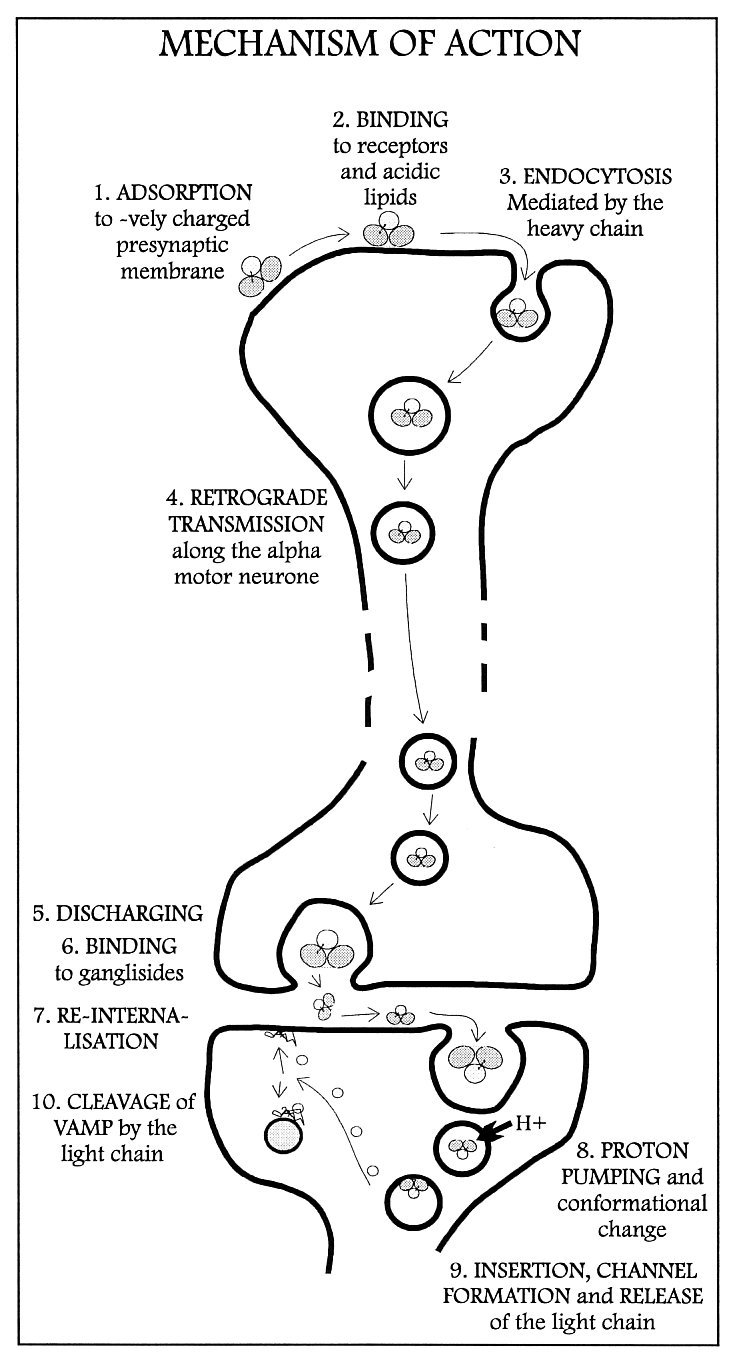
Mechanismus působení tetanospasminu

Tetanospasmin (též tetanospazmin) je neurotoxin produkovaný vegetativní formou bakterie Clostridium tetani za anaerobních podmínek a způsobující tetanus. Není známa žádná funkce této bakterie v půdním prostředí, kde se normálně vyskytuje. Tetanospasmin bývá někdy nazýván spasmogenním toxinem, tetanickým toxinem nebo označován zkratkou TeTx nebo TeNT.
C. tetani produkuje také exotoxin tetanolysin, jehož účinky jsou zatím nejasné.

## Šíření
Tetanospasmin se skrz tkáň šíří do lymfatického a krevního systému. V nervosvalových spojeních vstupuje do nervového systému a skrz nervová vlákna prochází retrográdním axonálním transportem do centrálního nervového systému (CNS).

## Struktura
Peptid tetanospasmin má molekulovou hmotnost 150 kDa. Sestává ze dvou částí – těžké o hmotnosti 100 kDa (též B-řetězec) a lehké o hmotnosti 50 kDa (A-řetězec). Řetězce jsou spojeny disulfidovou vazbou.
- B-řetězec se váže na disialogangliosidy (GD2 a GD1b) na membráně neuronu
- A-řetězec, zinková endopeptidáza, napadá vesikulární membránovou bílkovinu (VAMP)

## Funkce
Účinek A-řetězce degradací bílkoviny synaptobrevinu znemožňuje napadeným neuronům uvolňovat inhibiční neurotransmitery GABA (kyselinu gama-aminomáselnou) a glycin. Následkem je nebezpečná nadměrná aktivita svalů na sebemenší podnět — selhání inhibice motorických reflexů na stimulaci senzorů. To způsobuje generalizované kontrakce agonistické a antagonistické svaloviny, označované jako tetanické křeče.

## Klinický význam
Tetanické křeče se mohou vyskytnou v odlišné formě nazývané opistotonus a mohou vést ke zlomeninám dlouhých kostí. Kratší nervy jsou inhibovány jako první, což vede k charakteristickým časným příznakům na obličeji a čelisti, risus sardonicus a strnutí šíje.
Vazba toxinu na neurony je nezvratná a funkce nervů se může obnovit jen růstem nových zakončení a synapsí.
Tetanospasmin se používá ke tvorbě toxoidu pro imunizaci, například pro dětskou vakcínu DTP.